# Seven Seas (album)
Pour les articles homonymes, voir Seven Seas.
Albums de Avishai Cohen
Aurora
(2009)
Seven Seas est un album du musicien Avishai Cohen, sorti en février 2011. Il a été produit par Avishai Cohen, Itamar Doari et Lars Nilsson.

## Liste des pistes
Tous les morceaux sont d'Avishai Cohen sauf mention contraire.
1. Dreaming
2. About a Tree (de Mark Warshavsky)
3. Seven Seas
4. Halah
5. Staav
6. Ani Aff
7. Work Song
8. Hayo Hayta
9. Two Roses ("Shnei Shoshanim") (de Mordechai Ze'Ira)
10. Tres Hermanicas Eran (traditionnel ladino)

## Musiciens
- Avishai Cohen - contrebasse, chant et piano (sur « Dreaming » et « Tres Hermanicas Eran »)
- Karen Malka - chant
- Shai Maestro - piano, arrangements des cuivres sur Ani Aff
- Amos Hoffman - oud et guitare électrique
- Itamar Doari - percussions et chant (sur « Two Roses »)
- Jenny Nilsson - chant (sur « About a Tree » )
- Jimmy Greene - saxophone soprano et tenor
- Lars Nilsson - flugelhorn
- Bjorn Samuelsson - trombone
- Bjorn Bholin - cor anglais